# Lista de membros associados da Academia Brasileira de Ciências empossados em 1971
Esta lista contém os nomes dos membros associados da Academia Brasileira de Ciências empossados em 1971. 
A categoria de associados foi extinta na reforma estatutária ocorrida em 1999. Ambas as categorias titular e associado são de caráter vitalício. 
| Imagem | Nome                             | Datas de nascimento e falecimento         | Local de nascimento | Área de especialização | Alma mater | Data de posse           | Conhecido por                                                     | Referências       |
| ------ | -------------------------------- | ----------------------------------------- | ------------------- | ---------------------- | ---------- | ----------------------- | ----------------------------------------------------------------- | ----------------- |
|        | Gilberto Francisco Loibel        | 24 de maio de 1932 13 de novembro de 2013 | São Paulo, SP       | Ciências Matemáticas   | USP        | 16 de fevereiro de 1971 |                                                                   | [ 3 ] [ 4 ] [ 5 ] |
|        | Giorgio Eugênio Oscare Giacaglia | 28 de março de 1935                       | Gênova, Itália      | Ciências Físicas       | USP        | 16 de fevereiro de 1971 | É membro fundador da Academia de Ciências do Estado de São Paulo. | [ 6 ]             |